# Wilhelmstraße 49 (Roßla)

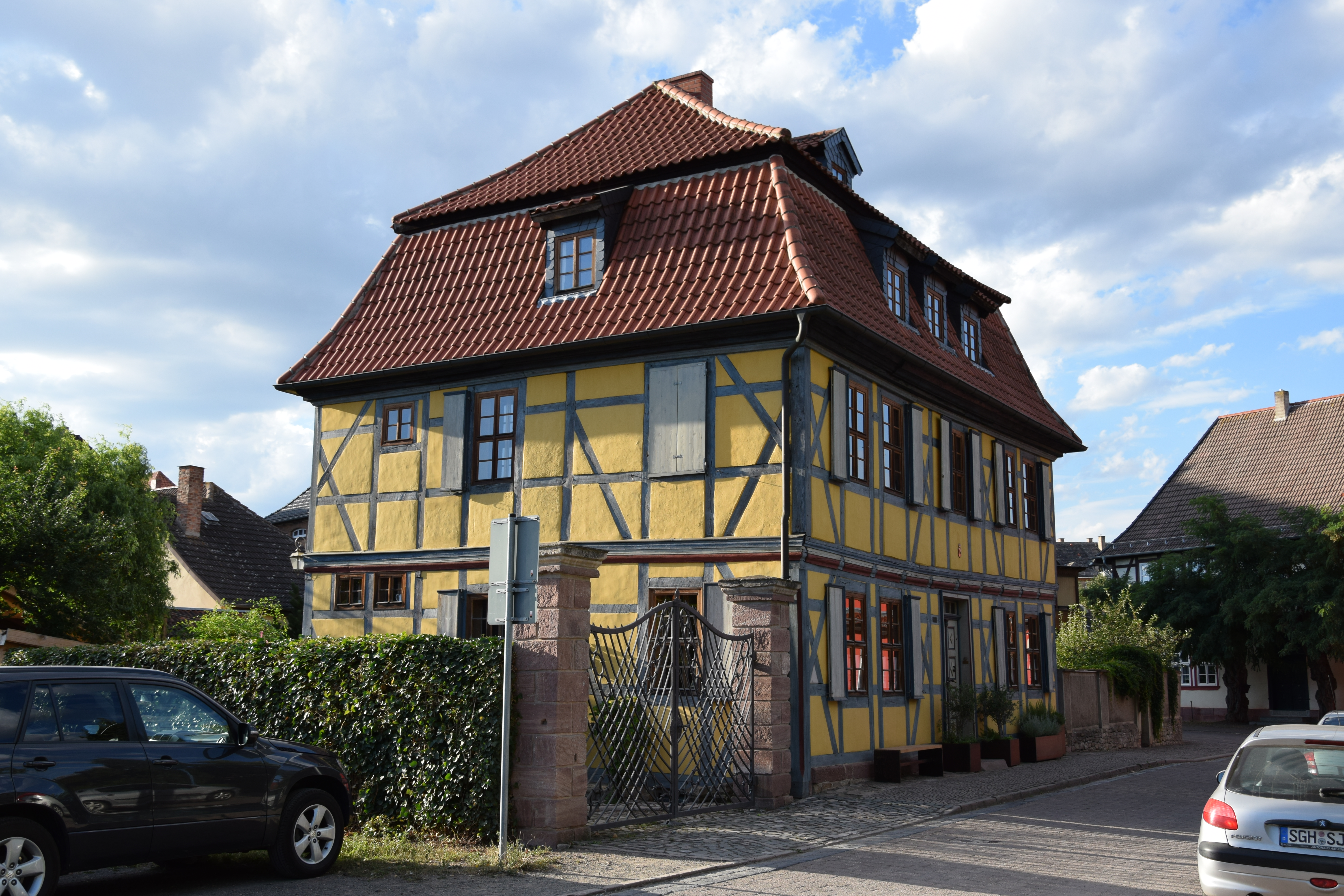
Wilhelmstraße 49 im Jahr 2017

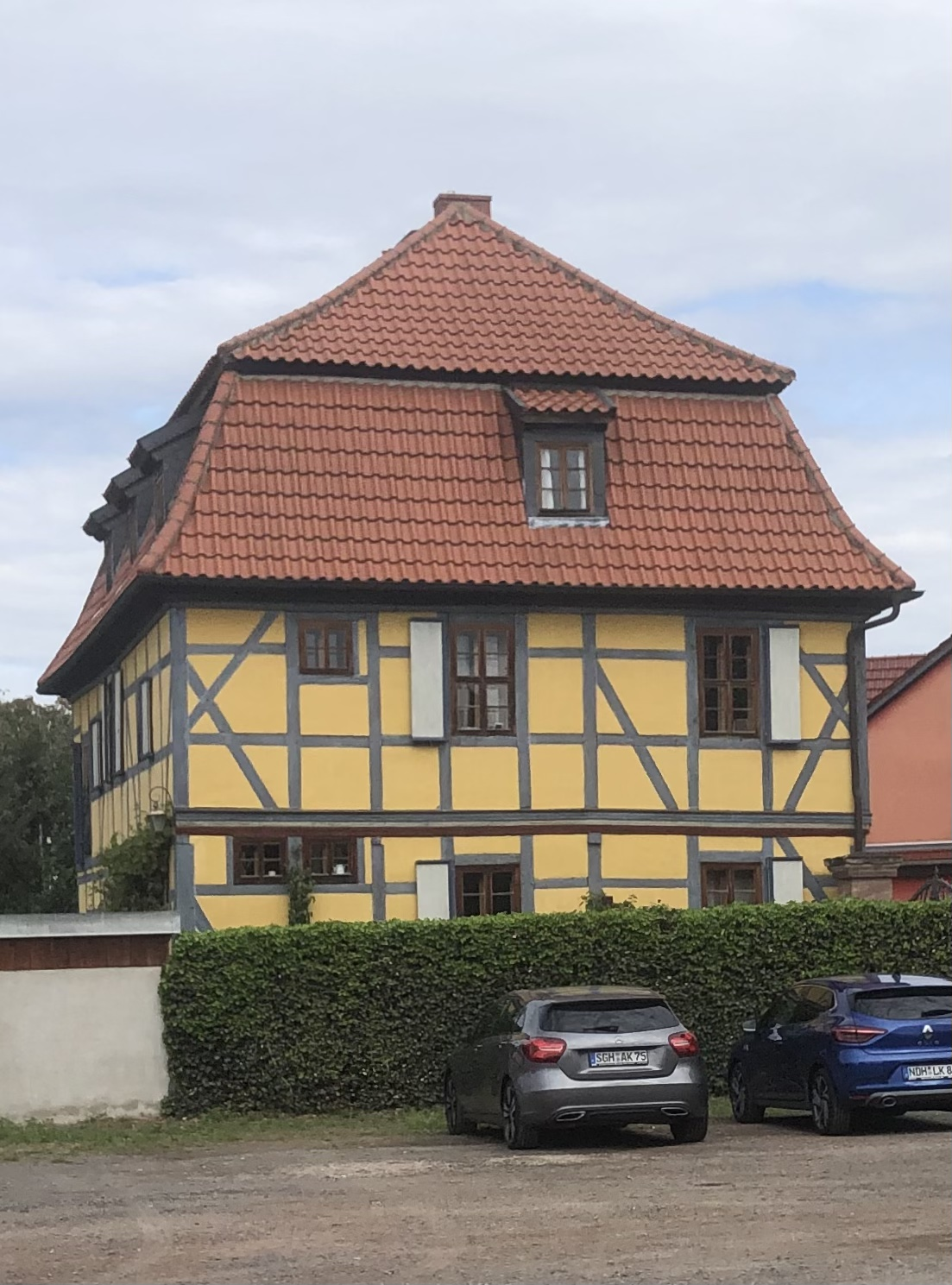
Blick von Süden, 2022

Die Wilhelmstraße 49 ist ein denkmalgeschütztes Wohnhaus in Roßla in der Gemeinde Südharz in Sachsen-Anhalt.

## Lage
Das Haus befindet sich in das Ortsbild prägender Lage im Zentrum von Roßla nördlich von Schloss Roßla und nordwestlich der Trinitatiskirche.

## Architektur und Geschichte
Das zweigeschossige barocke Gebäude entstand in Fachwerkbauweise und stammt aus der Mitte des 18. Jahrhunderts. Andere Datierungen nennen die Jahre 1786 und 1800. Der pavillonartige Bau war Teil des Meierhofs des Orts. Er gehörte später zum Gebiet des benachbarten Schlosses und wurde als fürstliches Sekretär- und Kutscherhaus genutzt. Bedeckt ist das Haus von einem Mansarddach.
Im örtlichen Denkmalverzeichnis ist das Wohnhaus seit dem 7. Dezember 1994 unter der Erfassungsnummer 094 83089 als Baudenkmal verzeichnet.